# Баликвиша, Мишель-Анж
Мишель-Анж Баликвиша (нидерл. Michel-Ange Balikwisha; род. 10 мая 2001 или 31 мая 2001, Бельгия) — бельгийский футболист конголезского происхождения, нападающий клуба «Антверпен».

## Клубная карьера
Баликвиша — воспитанник клубов «Андерлехт» и льежского «Стандарда». 20 сентября 2020 года в матче против «Кортрейка» он дебютировал в Жюпиле лиге в составе последнего. 27 сентября в поединке против «Зюлте-Варегем» Мишель-Анж забил свой первый гол за «Стандард». Летом 2021 года Баликвиша перешёл в «Антверпен». 8 августа в матче против своего бывшего клуба льежского «Стандарда» он дебютировал за новую команду. 9 декабря в поединке Лиги Европы против греческого «Олимпиакоса» Мишель-Анж забил свой первый гол за «Антверпен». В 2023 году он помог клубу выиграть Кубок Бельгии забив в финале в ворота «Мехелена», а также выиграть чемпионат.

## Достижения
Клубные
«Антверпен»
- Победитель Жюпиле лиги: 2022/23
- Обладатель Кубка Бельгии: 2022/23